# الاتحاد الدولي للنقاد السينمائيين
الاتحاد الدولي للنقاد السينمائيين (بالإنجليزية: International Federation of Film Critics)‏ ويسمى اختصارا FIPRESCI وهو اختصار للإسم باللغة الفرنسية (بالفرنسية: Fédération Internationale de la Presse Cinématographique)‏ وهو جمعية من المنظمات الوطنية لنقاد السينما المحترفين والصحفيين المهتمين بالكتابة عن السينما من جميع أنحاء العالم ل «تعزيز وتطوير الثقافة السينمائية والحفاظ على المصالح المهنية.» وقد تأسس الاتحاد في يونيو حزيران 1930 في بروكسل، بلجيكا. في الوقت الحاضر يأتي أعضاء الاتحاد من أكثر من 50 دولة حول العالم.

## جوائز الاتحاد
يقوم الاتحاد بتقديم الجوائز خلال المهرجانات السينمائية مثل مهرجان كان السينمائي، ومهرجان تورونتو السينمائي الدولي، ومهرجان البندقية السينمائي لتكريم ما يرون أنه صناعة أفلام مبادرة وتتسم بالمغامرة.
ومن بعض الفائزين بهذه الجائزة:
- بيدرو ألمودوبار.
- بول توماس أندرسون.
- راينر فاسبيندر.
- جان-لوك غودار.
- مايكل هاينيكي.
- مانويل دي أوليفيرا.
- أكي كاوريسمكي.
- تيرينس ماليك.
- مايكل مور.
- جعفر بناهي.
- كريستيان مونغيو.
- رومان بولانسكي.
- وودي آلن.
- وونغ كار واي.[2]

## المجلة
اعتبارا من العام 2005، بدأ الاتحاد بتقديم مجلة السينما على شبكة الإنترنت، والتي يحررها الناقد السينمائي كريس فوجيوارا.

## وصلات خارجية
- الموقع الرسمي
- المجلة الألكترونية على شبكة الإنترنت